# Шарейкі (Елцький повіт)
Шарейкі (пол. Szarejki, нім. Sareiken) — село в Польщі, у гміні Елк Елцького повіту Вармінсько-Мазурського воєводства.
Населення — 85 осіб (2011).
У 1975-1998 роках село належало до Сувальського воєводства.

## Демографія
Демографічна структура станом на 31 березня 2011 року:
|          | Загалом | Допрацездатний вік | Працездатний вік | Постпрацездатний вік |
| -------- | ------- | ------------------ | ---------------- | -------------------- |
| Чоловіки | 48      | 16                 | 30               | 2                    |
| Жінки    | 37      | 8                  | 24               | 5                    |
| Разом    | 85      | 24                 | 54               | 7                    |